# Tecticrater subcompressa
Tecticrater subcompressa es una especie de molusco gasterópodo de la familia Lepetellidae.

## Distribución geográfica
Se encuentra  en Nueva Zelanda.